# ريتشارد سانت دينيس
ريتشارد سانت دينيس هو محامٍ من كولورادو، وأحد أفضل 10 أبطال في شبكة سي أن أن لعام 2011، ومؤسس مشروع الوصول العالمي، الذي قدم منذ عام 2008 مئات الكراسي المتحركة ووسائل المساعدة على الحركة للأشخاص ذوي الإعاقة في المناطق الريفية في المكسيك.
أُصيب أثناء التزلج في بحيرة تاهو، كاليفورنيا، عام ١٩٧٦، ويستخدم كرسيًا متحركًا منذ ذلك الحين. يجمع مشروعه "الوصول العالمي" الكراسي المتحركة المستعملة من المستشفيات ودور رعاية المسنين وشركات المستلزمات الطبية والمتبرعين الأفراد من جميع أنحاء الولايات المتحدة.

## قراءة إضافية
- Jones, Verna N. (11 فبراير 1990). "Racing the World, Disabled Skiers Chase Brass Ring in Colorado". Rocky Mountain News. مؤرشف من الأصل في 2022-04-12. اطلع عليه بتاريخ 2011-12-26.

## روابط خارجية
- موقع مشروع الوصول العالمي.